# St. Georg (Bytów)

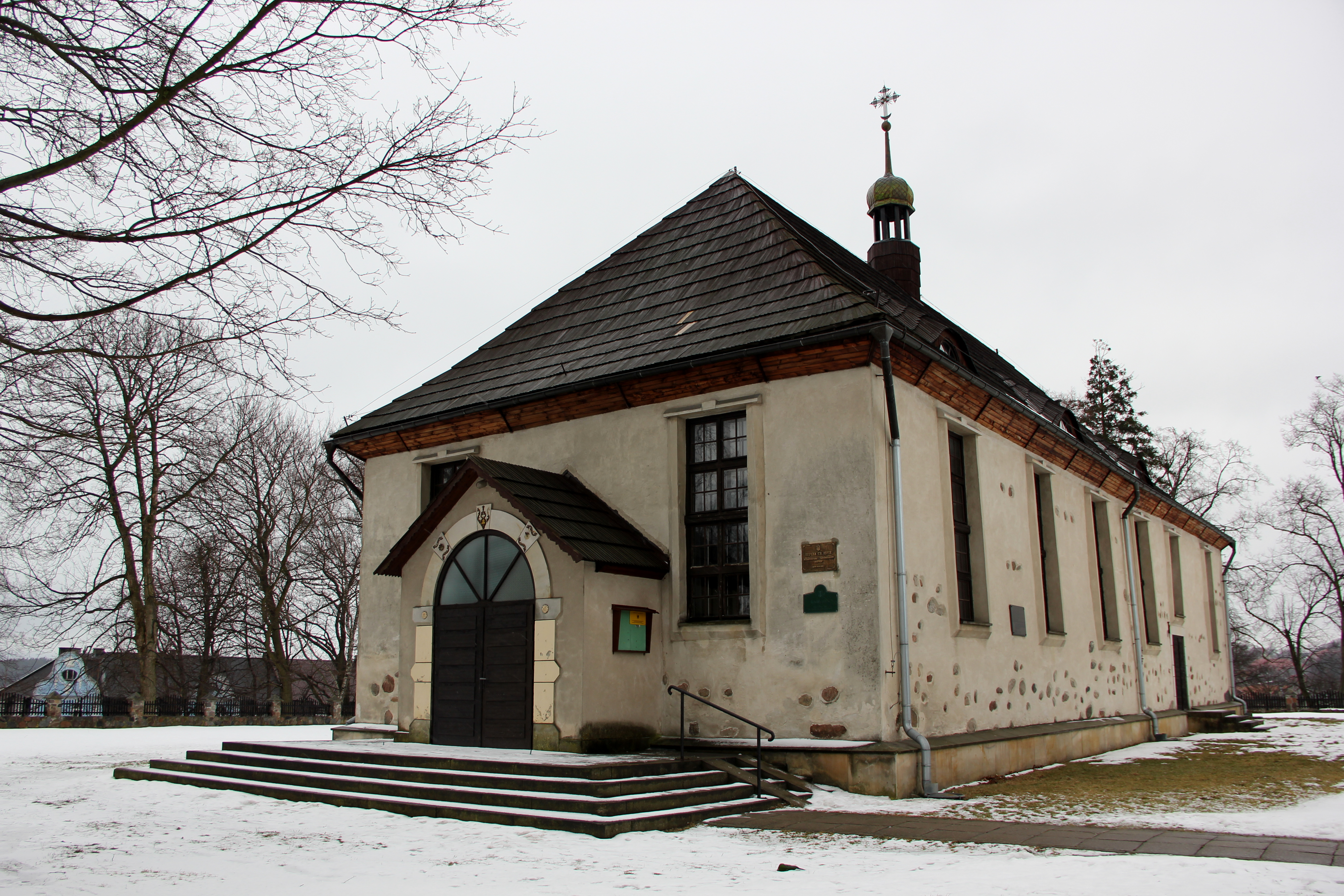
Bytów, St. Georg

St. Georg (polnisch Cerkiew Świętego Jerzego) ist eine griechisch-katholische Kirche in Bytów (Bütow) in Pommern. Sie war vorher römisch-katholische Kapelle, evangelische Begräbniskirche, kaschubische lutherische Kirche und methodistische Kirche.

## Lage

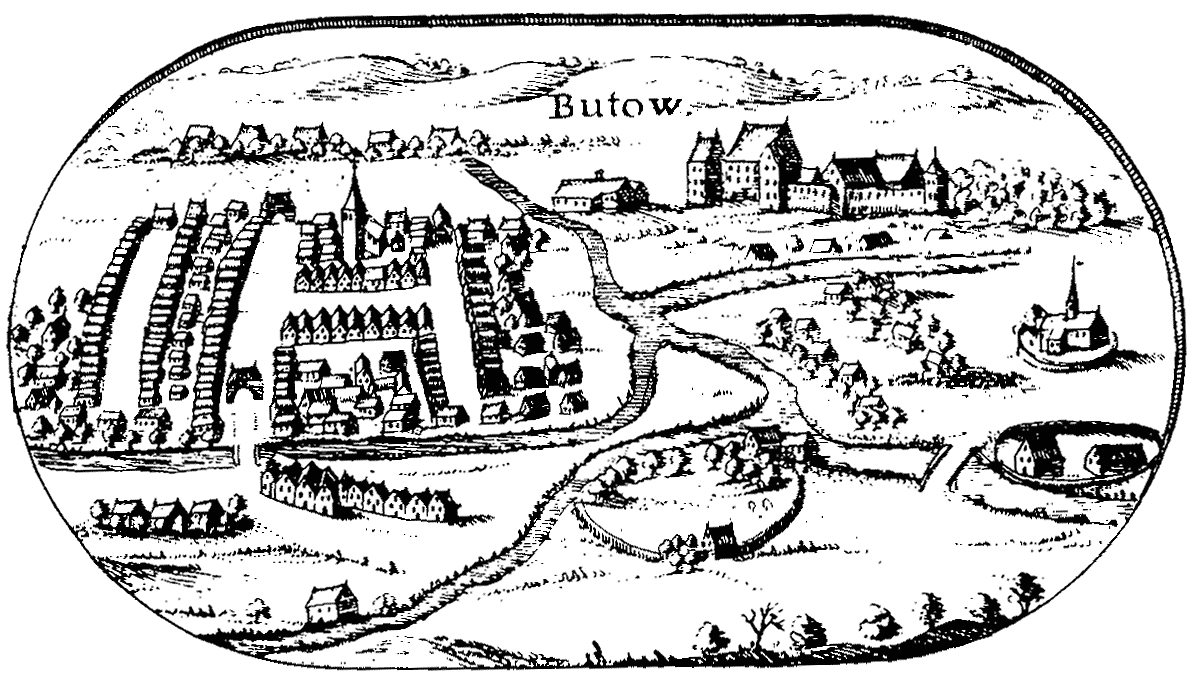
Bütow 1618, die Bergkapelle liegt rechts vor der Stadt

Die Kirche St. Georg liegt auf einer Anhöhe südwestlich der mittelalterlichen Altstadt von Bütow. Diese gehörte in der Vergangenheit zur Provinz Pommern und jetzt zur polnischen Woiwodschaft Pommern.

## Geschichte

### 1450 bis 1945

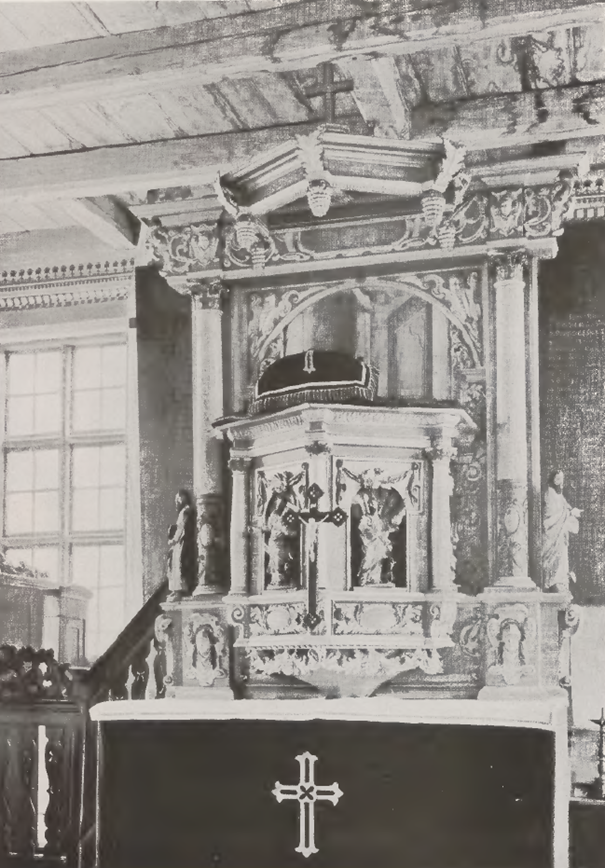
Historischer Kanzelaltar

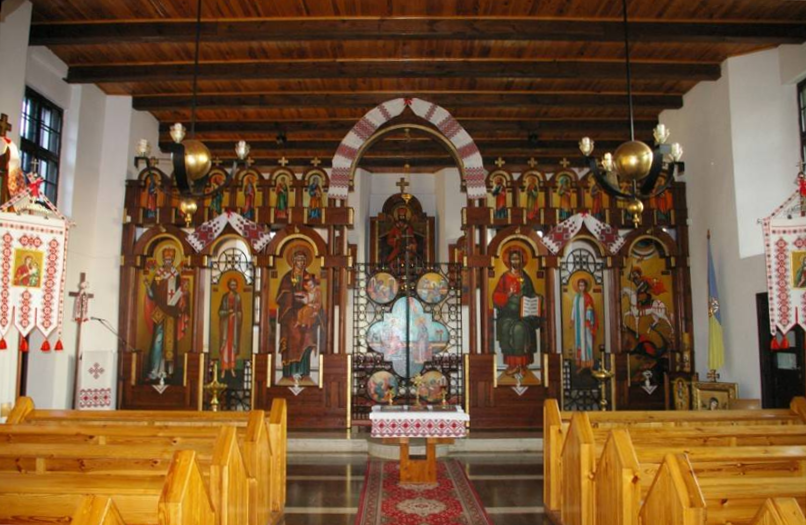
Das Innere der St.-Georgs-Kirche im Jahr 2010

Um 1470 wurde eine Kapelle außerhalb der Stadt (extra muros) von einem Bürger mit seiner Ehefrau gestiftet. Diese stand wahrscheinlich auf dem jetzigen Standort auf dem Berg und war möglicherweise der Nachfolgebau einer Hospitalkapelle St. Georg.
Spätestens um 1550 bestand auf dem Berg eine Kapelle. Diese wurde als evangelische Begräbnisstätte und zeitweise als Ausweichort der Stadtgemeinde bei den Umbauten ihrer Stadtkirche genutzt.
1675 erfolgte ein Neubau, der bis heute erhalten ist. Danach wurde die Bergkirche vor allem als lutherische Kirche der kaschubischen Bevölkerung und als Begräbnißkirche der deutschen Stadtgemeinde genutzt. 1843 fanden Ausbesserungsarbeiten statt.
Im frühen 20. Jahrhundert gab es einige mündliche Sagen über Geister in der Bergkapelle.

### Seit 1945
Um 1947 wurde die Kapelle einer deutschsprachigen methodistischen Gemeinde übergeben. 1984 verkaufte diese das Gebäude, das zu dieser Zeit in einem schlechten baulichen Zustand war. Die ukrainische griechisch-katholische Gemeinde in Bytów erwarb es, stellte es baulich wieder her und weihte es 1989 als Kirche. Seitdem wird es von ihr genutzt.

## Architektur
Die Kirche ist ein rechteckiger Saalbau, der im Wesentlichen aus der Erbauungszeit von 1675 stammt. Auf dem Dach gibt es einen Dachreiter.
Im Inneren gibt es eine Ikonostase und weitere Gegenstände. Einige ältere Ausstattungsstücke aus dem 17. und 18. Jahrhundert befinden sich jetzt im Westkaschubischen Museum in Bytów.